# 辐射缘口吸虫
辐射缘口吸虫（学名：Petasiger radiatus）为棘口科缘口属的动物。分布于日本、斯里兰卡、欧洲、俄罗斯、大洋洲、非洲以及中国大陆的福建、内蒙古等地，营寄生生活，终末宿主Anhinga anhigga、Colymbus cristalus、Phalacrocora ater（澳大利亚）、Phalacrocora capollatus、P.carbo等以及寄生于肠。